# Calle de Bárbara de Braganza
La calle de Bárbara de Braganza es una vía pública de Madrid, del barrio de Chueca. Comienza en la plaza de las Salesas y acaba en el paseo de Recoletos. Toma su nombre de Bárbara de Braganza, esposa del rey Fernando VI. Antes de 1884 se llamó calle de San José y costanilla de la Veterinaria.

## Historia
Creada en lo en que el xvii era el límite oriental de la Villa de Madrid, aparece rotulada como calle de san Joseph en el plano de Texeira (1656) y sin salida a los huertos de los agustinos Recoletos, como ya figura luego en el plano de Chalmandrier (1761) y en el de Espinosa de 1769. Su primitivo trazado sirvió de eje al convento de las Salesas Reales, obra emprendida en 1758 por fundación real de la que hoy da nombre a la calle, que incluía los aposentos y habitaciones reservados a la reina en la parte ya entonces conocida como «el palacio». Siguiendo el relato de Pedro de Répide, en 1869 «se rebajó la rasante de la Costanilla de la Veterinaria», llenando el desnivel las escalinatas de la iglesia de y su pretil a lo largo del edificio que se reutilizaría a partir de 1870 como sede de la administración de Justicia y luego Audiencia y Tribunal Supremo.
Inaugurado en 1834 (y ya desaparecido), se enmarcaba, entre esta calle y la paralela del Almirante, el Jardín de las Delicias, antes huerta del general de artillería Juan Brancacho y herencia, a su vez, del jardín privado «de la casa Retiro del Almirante de Castilla», frondoso parque con tres niveles, una fuente en la plazoleta del nivel central y una huerta en el tercero. Finalmente, la calle sería integrada en los castizos barrios de Fernando el Santo y del Almirante de la parroquia de Santa Bárbara (en el antiguo distrito de Buenavista), y dentro de las reformas del marqués viudo de Pontejos en 1835, perdió su nombre de San José (por la coincidencia con otras dos calles de Madrid así rotuladas) y pasó a llamarse Costanilla de la Veterinaria, por estar frente a la Escuela de Veterinaria que ocupaba entonces el espacio que luego sería la Biblioteca Nacional de España.
En esta calle tuvo estudio fotográfico desde 1949 hasta su muerte, Pepe Campúa (hijo del también fotógrafo José L. Demaría López «Campúa»), retratista de la sociedad madrileña de la época.
Durante unos años (1941-1947) compartió el estudio con el fotógrafo húngaro Gyenes.
Entre los edificios notables conservados puede citarse el Palacio del Duque de Elduayen en el número 16, esquina al 25 del Paseo de Recoletos y, justo enfrente, en el número 13 el edificio Bayer de Luis Blanco-Soler de 1965.